# Rolf Stein
Rolf Stein   (Świecie, 13 de juny de 1911 - París, 9 d'octubre de 1999) fou un reconegut sinòleg i tibetòleg del segle xx. Les seves obres concerneixen principalment l'estudi de l'èpica de El rei Gesar, sobre la qual va escriure dos llibres i l'ús de fonts xineses en la història tibetana. Va ser el primer investigador que va reconèixer al Minyag de fonts tibetanes la "Xixia" (Imperi tangut) de fonts xineses.

## Biografia
Stein va néixer el 1911 a Schwetz (a Alemanya, actualment Świecie a Polònia), en una família d'origen jueu. De jove, va desenvolupar una passió per l'ocult, cosa que el va portar a interessar-se pel Tibet.
Va obtenir una llicència en xinès al "Seminar für Orientalische Sprachen" de la Universitat de Berlín el 1933. Es va refugiar a França el mateix any. A París, va obtenir una llicència en xinès el 1934 i una llicència en japonès el 1936 a l'Escola Nacional d'Idiomes Orientals Vius. Va estudiar tibetà amb Jacques Bacot i Marcelle Lalou com a professors.
Després de convertir-se en ciutadà francès el 30 d'agost de 1939, Stein va passar la Segona Guerra Mundial com a traductor a Indoxina, on va ser fet presoner pels japonesos. Va defensar el seu doctorat estatal en l'epopeia del rei Gesar el 1960.
Aquell mateix any va fundar el Centre d'Estudis sobre Religions Tibetanes a l'"École Pratique des Hautes Etudes" (Cinquena Secció, Ciències Religioses, avinguda del Président-Wilson a París), que dirigí fins al 1975. El 1960, ell va portar Dagpo Rinpoche a França perquè els seus estudiants poguessin familiaritzar-se amb el tibetà parlat i escrit.

Després d'ensenyar breument el xinès a l'Escola Nacional d'Idiomes Moderns Oriental del 1949 al 1951, va ser nomenat a l'Escola Pràctica d'Estudis Avançats el 1951. Va ser professora al "College de France" de 1966 a 1982. Va morir el 1999 deixant la seva única filla Michèle Stein.
Entre els seus estudiants més destacats es troben Anne-Marie Blondeau, Mireille Helffer, Ariane Macdonald-Spanien, Samten Karmay, Michel Peissel, Yamaguchi Zuiho i Yoshiro Imaeda.

## Obre de Stein a
- Rolf Stein